# Éditions Norma
 (février 2016).
Les Éditions Norma sont spécialisées dans la publication de livres sur le patrimoine et l'architecture français du XXe siècle. Elles sont fondées en 1991 par Maïté Hudry. Près de 250 ouvrages documentés, auxquels ont contribué plus de 200 auteurs, ont été publiés. Révélant une architecture peu connue dans son contexte régional, social et artistique[réf. souhaitée], les premiers livres ont été édités en collaboration avec l'Institut français d'architecture et Maurice Culot.
Les éditions Norma se sont consacrées également à la redécouverte de personnalités des années 1940 à 70, architectes et décorateurs comme André Arbus, Charlotte Perriand, Jean-Michel Frank, Janette Laverrière, Mathieu Matégot ou Jean Royère, céramistes et verriers comme Roger Capron, François Décorchemont ou Francine Del Pierre. Parallèlement à ces monographies, des ouvrages sur les décorateurs des années 1940, 50, 60, 70, sur la céramique des années 1950 ou sur les villas 50 donnent une vision analytique des grands moments et de l'évolution des arts décoratifs français[réf. souhaitée].